# Station Aubiet
Station Aubiet is een spoorwegstation in de Franse gemeente Aubiet.